# 7435 Саґаміхара
7435 Саґаміхара (7435 Sagamihara) — астероїд головного поясу, відкритий 8 лютого 1994 року.
Тіссеранів параметр щодо Юпітера — 3,595.
Названо на честь Саґаміхари (яп. さがみはら(相模原) саґаміхара).